# Cagdiánao
Cagdiánao es un municipio filipino de tercera categoría, situado en la isla de Dinágat adyacente a la de Mindanao al nordeste. Forma parte de  la provincia de Islas Dinágat situada en la región administrativa de Caraga. Para las elecciones está encuadrado en el Primer Distrito Electoral.

## Geografía
Municipio situado 120 km al norte  de la ciudad de Butuan,  capital de la región y 15 km al suroeste de la capital provincial.
Su término linda al norte con el municipio de Libjó; al sur con el de la ciudad de Surigao, separado por el estrecho de Gaboc; al este con el  mar de Filipinas; y al oeste con el estrecho de Surigao, bahía de Aguasán.

### Comunicaciones
Un barco procedente de la ciudad de Surigao se detiene en los dos muelles de la isla, Tubajón en el norte y Cagdiánao en el sur.  La duración del trayecto es 30 a 45 minutos. Desde cualquiera de los dos podemos acceder por la carretera que comunica Cagdiánao con Santiago, barrio de Loreto, al centro de la isla.

### Barangays
El municipio se divide, a los efectos administrativos, en 14 barangayes o barrios, conforme a la siguiente relación:
| - Boa - Cabunga-án - Del Pilar | - Laguna - Legazpi - Ma-atáas | - Mabini (Borja) - Nueva Estrella - Población | - San José - Santa Rita - Tigbao | - Valencia - R. Ecleo, Sr. |

### Demografía
Según en el censo del año  2000, poblaban su municipio  12,886 personas que ocupaban 2,554 hogares.

## Historia
El actual territorio de las Islas de Dinatagat  fue parte de la provincia de Caraga durante la mayor parte del Imperio español en Asia y Oceanía (1520-1898). Así, a principios del siglo XX la isla de Mindanao se hallaba dividida en siete distritos o provincias.
El Distrito 3º de Surigao, llamado hasta 1858  provincia de Caraga, tenía por capital el pueblo de Surigao e incluía la  Comandancia de Butuan. Uno de sus pueblos era Dinágat de 6,228 almas, con las visitas de Nonoc, isla en el municipio de Surigao; Loreto; Libjó; Cagdiánao; y Melgar,  en el municipio de Basilisa.

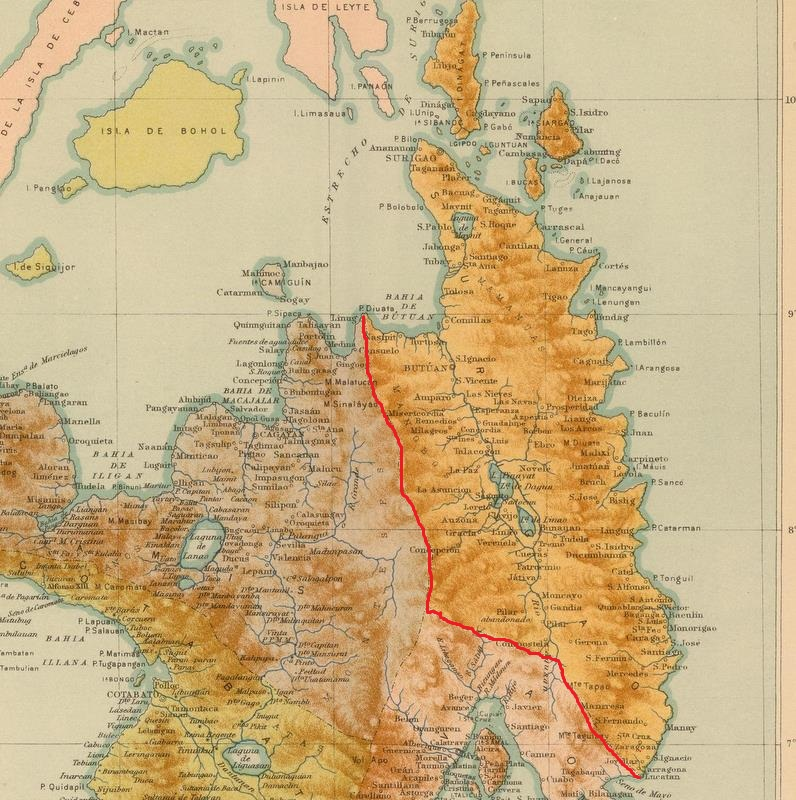
Provincia de Surigao en 1899

Durante la ocupación estadounidense de Filipinas  fue creada la provincia de Surigao, siendo Loreto  uno de sus 14  municipios . En 1904 muchos municipios  se convirtieron en barrios de modo que esta provincia  retuvo sólo el de  Loreto, pasando Cagdiánao a convertirse en un barrio de este municipio.
El 18 de septiembre de 1960 la provincia de Surigao fue dividida en dos: Surigao del Norte y Surigao del Sur. Las nueva provincia de Islas Dinagat fue creada el 2 de diciembre de 2006. Hasta entonces formaba parte de la provincia de Surigao del Norte.